# Antoine-Marie Bertrand
Pour les articles homonymes, voir Bertrand.
Antoine-Marie Bertrand, né le 18 mai 1754 à Lyon et mort le 9 octobre 1796 à Paris, est un homme politique français. Il est maire de Lyon de 1793 à 1794.

## Biographie
Fils d'un négociant et manufacturier de soieries, il est élu, le 10 février 1792, capitaine de la Garde nationale puis adjoint-général  et devient l'un des principaux partisans de Joseph Chalier avec Achar, Dubessey, Dodieu, Gaillard et Hidins.
Le 18 novembre 1792, il est élu officier municipal de Lyon. Maratiste, il entre en lutte contre le maire Antoine Nivière-Chol. Après la démission de ce dernier, il est élu maire de Lyon le 9 mars 1793. Il met en place une politique jacobine mais, dès le 29 mai, une insurrection modérée renverse sa municipalité et il est arrêté. Libéré après la prise de la ville par les troupes républicaines, il est réintégré dans ses fonctions le 10 octobre suivant.
Après le 9-Thermidor, il est remplacé le 27 septembre 1794 par Alphonse Salamon et il est à nouveau incarcéré, d'octobre 1794 à octobre 1795, date de l'amnistie. Il part à Paris, où il tente d'attirer l'attention du gouvernement sur le sort des patriotes lyonnais.
Après l'attaque du camp de Grenelle, les 9 et 10 septembre 1796, il est arrêté au petit matin sur la route de Sèvres, avec le peintre Hennequin et Jean-François Baby, ancien commissaire civil à l'armée révolutionnaire de l'Ariège. Traduit devant une commission militaire installée au Temple avec les anciens conventionnels Cusset, Huguet et Javogues, ainsi que plusieurs ex-commissaires révolutionnaires et le secrétaire de Drouet, il est condamné à mort, avec 32 autres prévenus, au terme d'une audience houleuse, malgré de nombreux témoignages favorables, et fusillé.

## Hommages
Le musée des Beaux-arts de Lyon conserve un buste d'Antoine-Marie Bertrand, œuvre du sculpteur Jean Patoret (1907).